# تريكوديزميوم

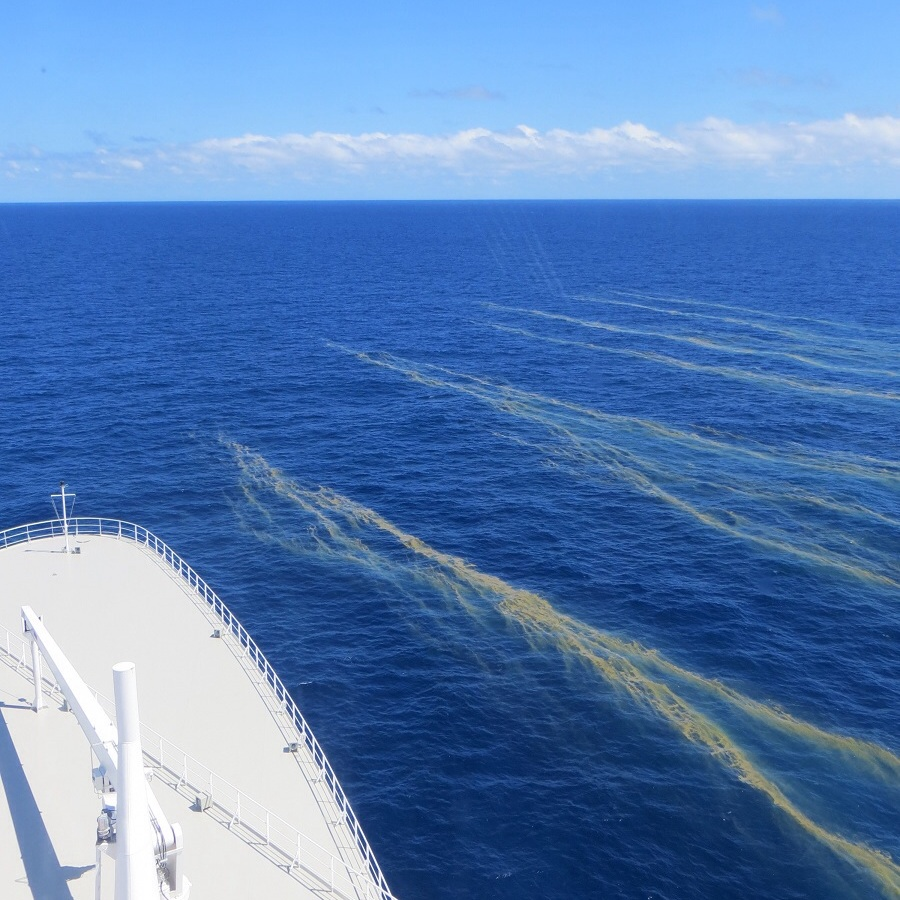
تريكوديزميوم في الحيّد المرجاني العظيم

تريكوديزميوم (بالإنجليزية: Trichodesmium)‏ وتدعى أيضاً نشارة البحر، هي جنس من الزراقم التخيطية. توجد في المحيطات الاستوائية وشبه الاستوائية الفقيرة بالمواد المغذية (خاصة بأستراليا والبحر الأحمر، حيث وصفها لأول مرة الكابتن جيمس كوك). التريكوديزميوم هي دايازتروف؛ أي أنها تثبت النيتروجين الجوي إلى أمونيوم، المفيد أيضاً لكائنات أخرى. التريكوديزميوم هي الدايازتروف الوحيد المعروف بقدرته على تثبيت النيتروجين في ضوء النهار في ظروف هوائية دون استخدام حويصلة متغايرة.
يعيش التريكوديزميوم وحيداً أو في مستعمرات. وهذه المستعمرات مرئية للعين المجردة وتشكل أحياناً كتل قد تكون واسعة على سطح الماء. وهذه الكتل الكبيرة أدت إلى تسميتها بشكل واسع "نشارة البحر"؛ في الواقع فإن البحر الأحمر يأتي معظم اللون المسمى به من الصبغة الموجودة في التريكوديزميوم إيريتريوم. توفر مستعمرات التريكوديزميوم قوام شبه قاعي للعديد من الأحياء المحيطية والتي تشمل البكتيريا والدياتومات والسوطيات الدوارة والأوالي ومجدافيات الأرجل (والتي هي مفترسها الرئيسي)؛ وبهذا فيمكن لهذا الجنس بدعم بيئات صغيرة معقدة.